# Cambarus dubius
Cambarus dubius е вид ракообразно от семейство Cambaridae. Видът не е застрашен от изчезване.

## Разпространение и местообитание
Разпространен е в САЩ (Вирджиния, Кентъки, Мериленд, Пенсилвания, Северна Каролина и Тенеси).
Обитава сладководни басейни, реки и потоци.

## Описание
Популацията на вида е стабилна.